# 薩尼賽德 (亞利桑那州)
薩尼賽德（英語：Sunnyside）是位於美國亞利桑那州科奇斯縣的一個非建制地區。該地的面積和人口皆未知。

## 地理
薩尼賽德的座標為31°26′02″N 110°24′18″W / 31.43389°N 110.40500°W，而該地的平均海拔高度為1772米（即5814英尺）。